# Khalid Saeed Yafai
Khalid Saeed Yafai (* 11. Juni 1989 in Birmingham) ist ein englischer Profiboxer und ehemaliger Weltmeister der WBA im Superfliegengewicht.

## Amateurkarriere
Khalid Yafai begann zusammen mit seinem zwei Jahre jüngeren Bruder Gamal Yafai als Jugendlicher mit dem Boxen. Sein ebenfalls jüngerer Bruder Galal Yafai ist ebenfalls Boxer. Er war Mitglied des Birmingham City Police ABC (Amateur-Box-Club) und wurde dort von Frank O’Sullivan trainiert.
Bereits in seiner Jugend erreichte er zahlreiche Erfolge im Amateurboxsport. So gewann er 2005 als erster englischer Boxer die Kadetten-Weltmeisterschaften (Gewichtsklasse bis 48 kg) mit einem Finalsieg gegen Luis Yáñez, worauf er von BBC Midlands zum „Junior Sportsman of the Year“ gewählt wurde. Bei den Junioren-Weltmeisterschaften 2006 besiegte er unter anderem Ferhat Pehlivan und schied erst im Viertelfinale gegen den Kubaner Alexei Collado aus, welcher sich später auch die Goldmedaille sichern konnte. Ebenfalls 2006 gewann er mit erst 17 Jahren die englische Meisterschaft der Erwachsenen im Halbfliegengewicht durch Finalsieg gegen Paul Butler.
Zudem war er jeweils Silbermedaillengewinner der Kadetten-Europameisterschaften 2005 (bis 48 kg) und der Junioren-Europameisterschaften 2007 (bis 51 kg), wobei ihm Siege gegen Andrew Selby und Artur Grigoryan gelangen.
Als jüngster britischer Boxer nahm er 2007 an den Weltmeisterschaften in Chicago teil, wo er im zweiten Kampf gegen den zweifachen Asienmeister Violito Payla scheiterte. 2008 nahm er an der europäischen Olympiaqualifikation in Italien teil und sicherte sich einen Startplatz durch Siege gegen den Waliser Mo Nasir und den Moldauer Igor Samojlenko. Bei den Olympischen Spielen 2008 in Peking schied er dann im Achtelfinale gegen den Kubaner Andry Laffita aus.
2008 gewann er noch die Silbermedaille im Fliegengewicht bei den EU-Meisterschaften und sicherte sich 2009 beim selben Event die Goldmedaille. Bei den Weltmeisterschaften 2009 in Mailand unterlag er erst im Viertelfinale gegen den Deutschen Ronny Beblik, schlug diesen jedoch im Halbfinale der Europameisterschaften 2010 in Moskau, wodurch er das Finale erreichte. Dort verlor er gegen den Russen Michail Alojan und wurde Vize-Europameister im Fliegengewicht.
2011 schied er bei den Europameisterschaften in Ankara gegen Michael Conlan aus, erreichte aber bei den Weltmeisterschaften in Baku erneut ein WM-Viertelfinale, als er Katsuaki Susa und Elías Emigdio schlagen konnte. Beim Kampf um den Einzug in die Medaillenränge verlor er gegen Rau’Shee Warren.

## Profikarriere
Khalid Yafai gab sein Profidebüt am 7. Juli 2012. Gegen Yaqub Kareem gewann er im Mai 2014 die Commonwealth-Meisterschaft und im September 2014 gegen Herald Molina die interkontinentale IBF-Meisterschaft im Superfliegengewicht. Im Oktober 2015 folgte der britische Meistertitel gegen Jason Cunningham und im März 2016 die interkontinentale WBA-Meisterschaft durch einen K.-o.-Sieg in der ersten Runde gegen Dixon Flores.
Am 10. Dezember 2016 boxte er in der Manchester Arena um die vakante WBA-Weltmeisterschaft im Superfliegengewicht und besiegte dabei Luis Concepción einstimmig. Seine erste Titelverteidigung gewann er am 28. Oktober 2017 im Millennium Stadium von Cardiff gegen den ungeschlagenen Japaner Shō Ishida. In einer weiteren Titelverteidigung besiegte er im Mai 2018 David Carmona. In seiner inzwischen dritten Titelverteidigung schlug er im November 2018 den Mexikaner Israel Gonzalez. Im Juni 2019 besiegte er in seiner vierten Titelverteidigung Norbelto Jimenez.
Den WM-Titel verlor er schließlich am 29. Februar 2020 durch eine TKO-Niederlage in der neunten Runde an Roman Gonzalez.